# Pædagogisk sociologi
Pædagogisk sociologi er en gren af sociologien, der beskæftiger sig med pædagogikken og uddannelsernes rolle i samfundet, altså sammenhængen mellem uddannelsessystem, pædagogik og samfund. Det fokuserer herunder på at forstå, hvordan uddannelsessystemer fungerer, hvordan de interagerer med samfundet, og hvordan de former individer og grupper. Den pædagogiske sociologi analyserer også forholdet mellem pædagogik, uddannelse og forskellige sociale faktorer, såsom klasse, race, køn, kultur og social ulighed.

## Emneområde
Studiet understøttes bl.a. af moduler som:
- Pædagogisk sociologisk teori.
- Socialisering, livsstadier og hverdagslivets sociale kontekster.
- International komparativ pædagogik.
- Globalisering, videnssamfund og uddannelse i komparativ belysning.

Vigtige emner er:
Uddannelsesinstitutioner: Dette aspekt undersøger uddannelsesorganisationer såsom skoler, gymnasier og universiteter. Forskere analyserer den interne dynamik i disse institutioner, herunder deres organisationsstruktur, hierarkier og beslutningsprocesser.
Social ulighed: Pædagogisk sociologi udforsker indvirkningen af sociale faktorer, såsom socioøkonomisk status, etnicitet og køn, på uddannelsesmuligheder og -resultater. Det undersøger, hvordan uddannelsessystemer kan fastholde eller udfordre sociale uligheder.
Uddannelsesmæssig præstation: Forskere analyserer de faktorer, der påvirker akademisk præstation og præstation, herunder lærerkvalitet, læseplan, klassemiljø og familiebaggrund.
Uddannelse og socialisering: Dette område undersøger, hvordan uddannelse spiller en rolle i at socialisere individer, overføre kulturelle værdier og forme deres overbevisninger og holdninger.
Uddannelsespolitik: Sociologer studerer uddannelsespolitikker og deres virkninger på elever og samfund. De vurderer konsekvenserne af politiske beslutninger om uddannelsesadgang, finansiering og læseplaner.
Uddannelse og arbejdsstyrke: Dette aspekt undersøger forholdet mellem uddannelse og arbejdsmarked. Forskere undersøger, hvordan uddannelsesniveauet påvirker beskæftigelsesmuligheder, jobudsigter og karriereresultater.

## Pædagogisk sociologi i Danmark
I Danmark kan man læse pædagogisk sociologi ved Danmarks Pædagogiske Universitet. Her er der en kandidatuddannelse i faget og et forskningsmiljø omkring det.
Blandt danske pædagogiske sociologer kan nævnes Hans Dorf, der blandt andet har skrevet bogen Skolepolitik og undervisningskvalitet i Danmark. En anden er Jens Rasmussen, der er professor emeritus ved Danmarks institut for Pædagogik og Uddannelse (DPU). Han har sammen med Dorf redigeret bogen Pædagogisk sociologi.
Lars Qvortrup er forsker ved DPU og har blandt andet skrevet bogen Det lærende samfund. Lars Qvortrup har især forsket i, hvorledes læring og kommunikation forandres i nutidens samfund. I 1998 udgav han desuden bogen Det hyperkomplekse samfund, som især er baseret på Niklas Luhmanns tanker. Han er tidligere dekan for Danmarks Pædagogiske Universitetsskole.
Jørn Bjerre, Søren Olsen og Peter Pedersen og Carsten Pedersen har stået for introduktioner til området. Søren Nagbøl og Trine Fristrup har redigeret bogen Oplevelsesanalyse. I Danmark er der en stigende interesse for identitetspolitik, postkolonialisme, feminisme og marxisme inden for pædagogisk sociologi.

## Beslægtede områder
Den pædagogiske sociologi er beslægtet med uddannelsesvidenskab, pædagogisk psykologi, pædagogisk antropologi og pædagogisk filosofi, der alle er forsknings- og undervisningsområder ved Danmarks Institut for Pædagogik og Uddannelse.

## Store pædagogiske sociologer
- Emile Durkheim[10]
- Basil Bernstein [11]
- Pierre Bourdieu[12]
- Niklas Luhmann[13]

## Vigtige teorier
Emile Durkheim var meget interesseret i uddannelse. Det skyldtes delvist, at hans arbejde bl.a. bestod i undervisningen af kommende lærere, hvilket gav ham muligheden for at forme deres pensum, så det bar præg af hans egne mål om udbredelsen af sociologien (som han selv bidrog til grundlæggelsen af). Mere overordnet var Durkheim interesseret i måden, hvorpå uddannelse kunne bruges til at forsyne franske borgere med en fælles, sekulær baggrund, der i følge andre af Durkheims analyser er nødvendig for at afværge anomien i det moderne samfund. Det var desuden i denne sammenhæng, at han forslog dannelsen af professionelle grupper som en kilde til solidaritet blandt voksne.
Basil Bernstein var inspireret af blandt andre Durkheim, da han bidrog til den pædagogiske sociologi med sin kode-teori. Bernstein argumenterede for, at forskellige positioner i samfundet, viser sig igennem bestemte mønstre for adfærd og kommunikation, hvilket påvirker positionernes evne til at få succes i skolerne, fordi de giver sig udtryk i forskellige kommunikationsmodaliteter, der er værdsat forskelligt i skolen.
Ifølge Pierre Bourdieu omfatter kulturel kapital dannelse og sproglige kompetencer, der er afgørende for, at aktører kan begå sig i samfundets højere kredse, fx uddannelsessystemet.
Hos Niklas Luhmann bliver læring skabt i det psykiske system og undervisningen er en social aktivitet i et socialt system. De enkelte deltagere i undervisningen er psykiske systemer, der modtager undervisning, men de psykiske systemer er jo ikke kommunikative og dermed ikke tilgængelige for andre (fordi man ikke kan høre, hvad andre tænker). Det eneste som kan iagttages i det sociale system, er kommunikation. De psykiske og de sociale systemer er lukkede for hinanden i den forstand, at de ikke forstår hinanden, dog på en sådan måde, at de alligevel kan benytte hinandens ressourcer. Psykiske systemer er omverden for kommunikationen og kommunikationen er omverden for de psykiske systemer. Det betyder eksempelvis, at undervisningens kommunikation er omverden for elever og læreres tanker og forestillinger. Elevernes og lærernes tanker er omverden for kommunikationen.